# A-majeur
A-majeur, A grote terts of A-groot (afkorting: A) is een toonsoort met als grondtoon a.

## Toonladder
De voortekening telt drie kruisen: fis, cis en gis. Het is de parallelle toonaard van fis-mineur en heeft een opgewekt karakter.
A-majeur is een veelgebruikte toonsoort voor kamermuziek.

## Bekende werken in A-majeur
- Pianosonate nr. 11 KV331 (1783) - Wolfgang Amadeus Mozart
- Das wohltemperierte Klavier (prelude en fuga nr. 19) - Johann Sebastian Bach
- Klavecimbelconcert in A Dur (BWV 1055) - Johann Sebastian Bach
- Acht van de 104 symfonieën van Joseph Haydn: 5, 14, 21, 28, 59, 64, 65 en 87
- Symfonie nr. 7 (1811-1812) - Ludwig van Beethoven
- Forellenkwintet (1819) - Franz Schubert
- Symfonie nr. 4 (1829) - Felix Mendelssohn Bartholdy
- Pianoconcert nr. 2 (1856) - Franz Liszt
- Symfonie nr. 6 (1879-1881) - Anton Bruckner
- Lady Madonna (1968) - The Beatles
- Take Me Home, Country Roads (1971) - John Denver
- Dancing Queen (1976) - ABBA
- Tears in Heaven (1992) - Eric Clapton
- Mull of Kintyre (1977)  - Wings